# Paulo Cardoso da Silva
Paulo Cardoso da Silva OCarm (* 19. Oktober 1934 in Caruaru) ist ein brasilianischer Ordensgeistlicher und emeritierter römisch-katholischer Bischof von Petrolina.

## Leben
Paulo Cardoso da Silva trat der Ordensgemeinschaft der Karmeliten bei und empfing am 11. Dezember 1960 die Priesterweihe.
Papst Johannes Paul II. ernannte ihn am 30. November 1984 zum Bischof von Petrolina. Der Bischof von Caruaru, Augusto Carvalho, spendete ihm am 19. März  des nächsten Jahres die Bischofsweihe; Mitkonsekratoren waren José Cardoso Sobrinho OCarm, Bischof von Paracatu, und Eliseu Maria Gomes de Oliveira OCarm, emeritierter Bischof von Itabuna. 
Am 27. Juli 2011 nahm Papst Benedikt XVI. seinen altersbedingten Rücktritt an.